# Zełenyj Jar (rejon kerczeński)
Zełenyj Jar (ukr. Зелений Яр, ros. Зелёный Яр, krymskotat. Taşlı Yar) – wieś na Krymie w rejonie kerczeńskim, o spornej przynależności terytorialnej, według Rosji w rejonie lenińskim. Według danych z 2014 roku zamieszkiwana przez 34 osoby. W miejscowości kończy się Kanał Północnokrymski.